# Rudo
Rudo (serbiska: Рудо) är en ort i Bosnien och Hercegovina.   Den ligger i entiteten Republika Srpska, i den sydöstra delen av landet, 90 km öster om huvudstaden Sarajevo. Antalet invånare är 1 760.